# Svincolo

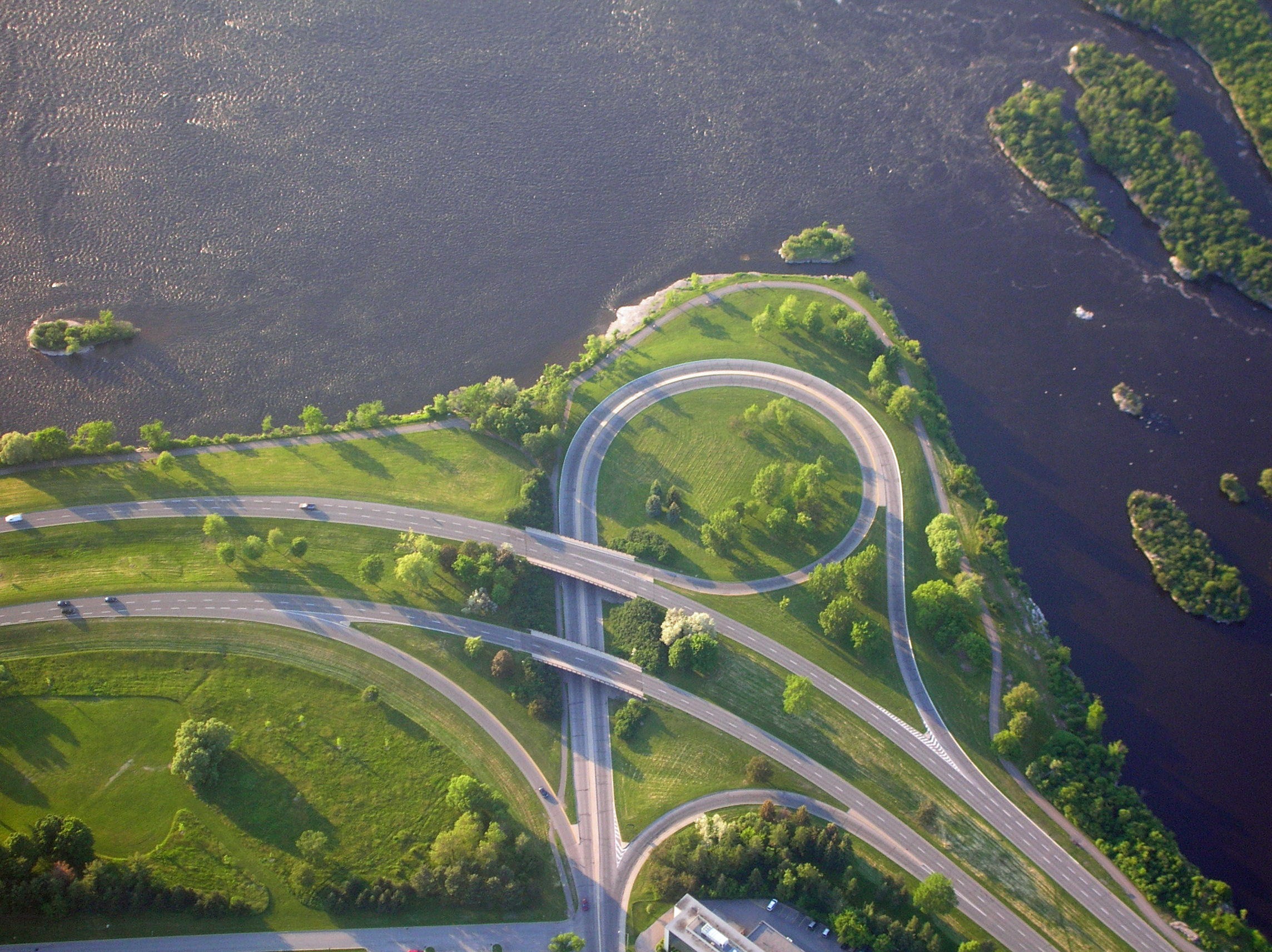
Uno svincolo a tromba.

Lo svincolo è quel complesso di strade che consente ai veicoli l'immissione o l'uscita da un'autostrada, da una superstrada o da una strada a scorrimento veloce. 

## Descrizione
La rete di strade che costituiscono lo svincolo sono pertanto considerate parte integrante dell'autostrada stessa. Per la segnaletica verticale, vengono impiegati i cartelli verdi o blu (a seconda dei colori che ciascun paese adotta per distinguere le autostrade dalle strade statali). Ciascuno svincolo prende nome dal comune, dal quartiere, dall'area di servizio o dall'infrastruttura (turistica o di trasporto) che serve.
Un veicolo che si serve dello svincolo per accedere a un'autostrada ha a disposizione, all'interno di quest'ultima, una breve corsia di accelerazione che consente alla vettura di aumentare la velocità per uniformarsi a quella correntemente tenuta in autostrada, che è maggiore rispetto a quella consentita nelle strade dello svincolo. Chi invece vuole uscire dall'autostrada per accedere allo svincolo, dispone di una corsia di decelerazione.
Lo svincolo rappresenta, in generale, l'unico tratto autostradale che gode di illuminazione pubblica: infatti tutte le strade che lo compongono (di accesso, di uscita), nonché le relative corsie di accelerazione o decelerazione, devono per legge, ad esempio in Italia, essere dotate di un idoneo impianto di illuminazione.

## Funzioni
La funzione primaria dello svincolo è dunque quella di collegare l'autostrada ad una strada di grado inferiore; quest'ultima, generalmente, conduce in pochi chilometri a una città o a un'attrazione turistica che lo svincolo stesso serve.
Per l'accesso alle metropoli o alle grandi città, di solito, vi sono più svincoli (ad esempio, con xy indicante la città di riferimento, xy Nord, xy Centro e xy Sud), e taluni conducono alle tangenziali, che a loro volta sono dotate di svincoli (detti anche uscite) specifici per i vari quartieri della città. I comuni di minori dimensioni dispongono invece di una sola uscita.